# Espases de cistell

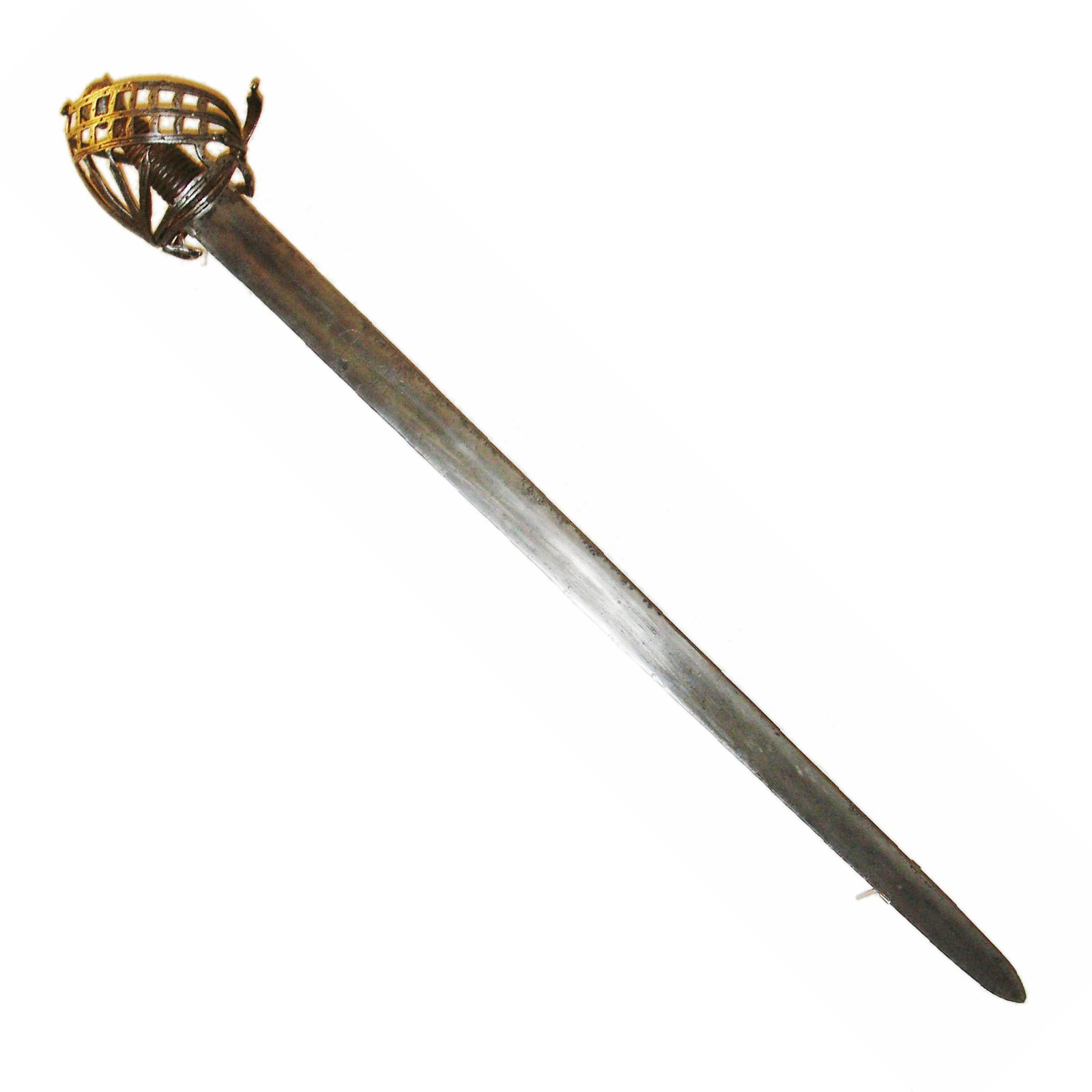
Una schiavona típica de finals del.

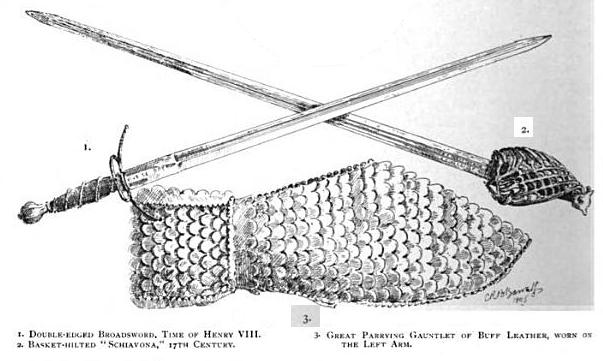
Juxtaposició d'una "broadsword" amb anelles primerenques amb una schiavona, de "The Encyclopaedia of Sport & Games (1911)"

Les espases de cistell (del anglés "basket-hilted swords") són un tipus d'espasa de l'edat moderna caracteritzada per una cassoleta en forma de cistell que protegeix la mà. L'empunyadura de la cistella és un desenvolupament de les anelles afegides a les creus de les espases des de la Baixa Edat Mitjana. En els països de parla anglesa se les anomena amb freqüència "broadswords".
L'espasa de cistell generalment s'utilitzava com una espasa militar, en contrast amb la robera, la espasa civil feta servir en duels o per a defensa personal durant el mateix període, encara que cadascuna va trobar un ús tant en contextos militars com civils. Una altra distinció aplicada pels historiadors i col·leccionistes d'armes és que una veritable "broadsword" posseeix una fulla de doble fil, mentre que espases similars amb una sola vora esmolada i un llom més gruixut es denominen "backswords". S'utilitzaven diversos dissenys de cassoleta tant en "broadswords" com en "backswords". Aquests termes no van ser utilitzats durant els segles xvii i XVIII, si no que són una invenció de la era victoriana per distingir aquestes espases dels espasins i roberes.

## Morfologia
L'espasa de cistell és un desenvolupament del segle xvi, augmentant la seva popularitat durant el segle xvii i feta servir àmpliament tot el segle xviii, especialment per la cavalleria pesant de les Guerres Napoleòniques.
Un dels models va ser recuperat del naufragi del Mary Rose, un vaixell de guerra anglès perdut el 1545. Abans d'aquesta troballa, les primeres datacions positives havien estat dues espases del temps de la Guerra Civil Anglesa. Al principi la guàrdia era un disseny senzill de filferro, però amb el pas del temps esdevingué cada cop més ornamentada.
Al segle xvii ja hi havia variacions regionals del cistell: el model de Valònia, el model Sinclair, la schiavona, l'espasa mortuòria, l'espasa escocesa i diverses varians de pallasch a Europa de l'Est. Les variants mortuòries i escoceses (claybeg) s'utilitzaven habitualment a les illes britàniques, ja fossin produïdes localment o importades des d'Itàlia o Alemanya i foren una notable influència en els sabres de cavalleria del segle xviii.
Durant el segle xviii, els duels es van centrar en els espasins més ràpids a tot Europa, i la esgrima amb espases de cistell va esdevenir una especialitat dels escocesos, publicant-se diversos manuals durant el mateix segle.
Els descendents de les espases de cistell, encara que amb el mateix cistell reduït a tres quarts o a la meitat, van romandreen ús en la cavalleria durant l'època napoleònica i el segle xix, arribant fins a uns pocs models els primers anys de la Primera Guerra Mundial.

## Classes

### Schiavona
La schiavona fou una espasa renaixentista que es va fer popular a Itàlia durant els segles xvi i xvii. Provenia de l'espasa del segle xvi pròpia dels mercenaris balcànics que formaren la guàrdia personal dels Ducs de Venècia. El nom prové del fet que aquesta guàrdia estava composta per esclaus schiavoni (pobles eslaus en italià) de l'Ístria veneciana i Dalmàcia. Va ser àmpliament reconeguda pel seu pom en forma de cap de gat i una cassoleta formada per una malla de llautó o ferro soldada a la creu i el guardamans, però no al pom.
Classificada com a "broadsword", aquesta espasa tenia una fulla més ampla que les roberes del seu temps. Les fulles supervivents tenen dos fils, mesuren uns 90 centímetres, tenen dos canals o vacceus que recorren aproximadament un quart de la fulla i pesen al voltant de 1,1 kg i són útils tant per fer estocades com per tallar.
La schiavona es va fer popular entre els exèrcits d'aquells qui comerciaven amb Itàlia durant el segle xvii i fou l'arma personal de molts cavallers pesats. Era popular entre mercenaris i civils adinerats; exemplars decorats daurats i pedres precioses foren importats per les classes altes per esdevenir una combinació de moda i arma defensiva.

### Espasa mortuòria
Una arma semblant va ser l'espasa mortuòria, també de tall i estocada, que va ser utilitzada després de 1625 per la cavalleria durant la Guerra Civil Anglesa. Aquesta espasa (generalment) de dues arestes, portava una guarnició de mig cistell i tenia una fulla recta d'entre 90cm i 105cm. Els cistells eren sovint de fosa i de disseny complicat.
Després de l'execució del rei Carles I d'Anglaterra (1649), es van fer espases de cistell que representaven la cara o la màscara mortuòria del rei "màrtir" sobre l'empunyadura. Aquestes espases van passar a ser conegudes com a "espases mortuòries", i el terme s'ha ampliat per referir-se a totes les espases d'aquest tipus de la guerra civil en alguns autors del segle xx.
Aquestes espases van romandre en ús fins a l'any 1670 quan van perdre el favor dels civils i van començar a ser reemplaçades per els espasins. Va ser l'arma personal de Oliver Cromwell

### Espasa escocesa

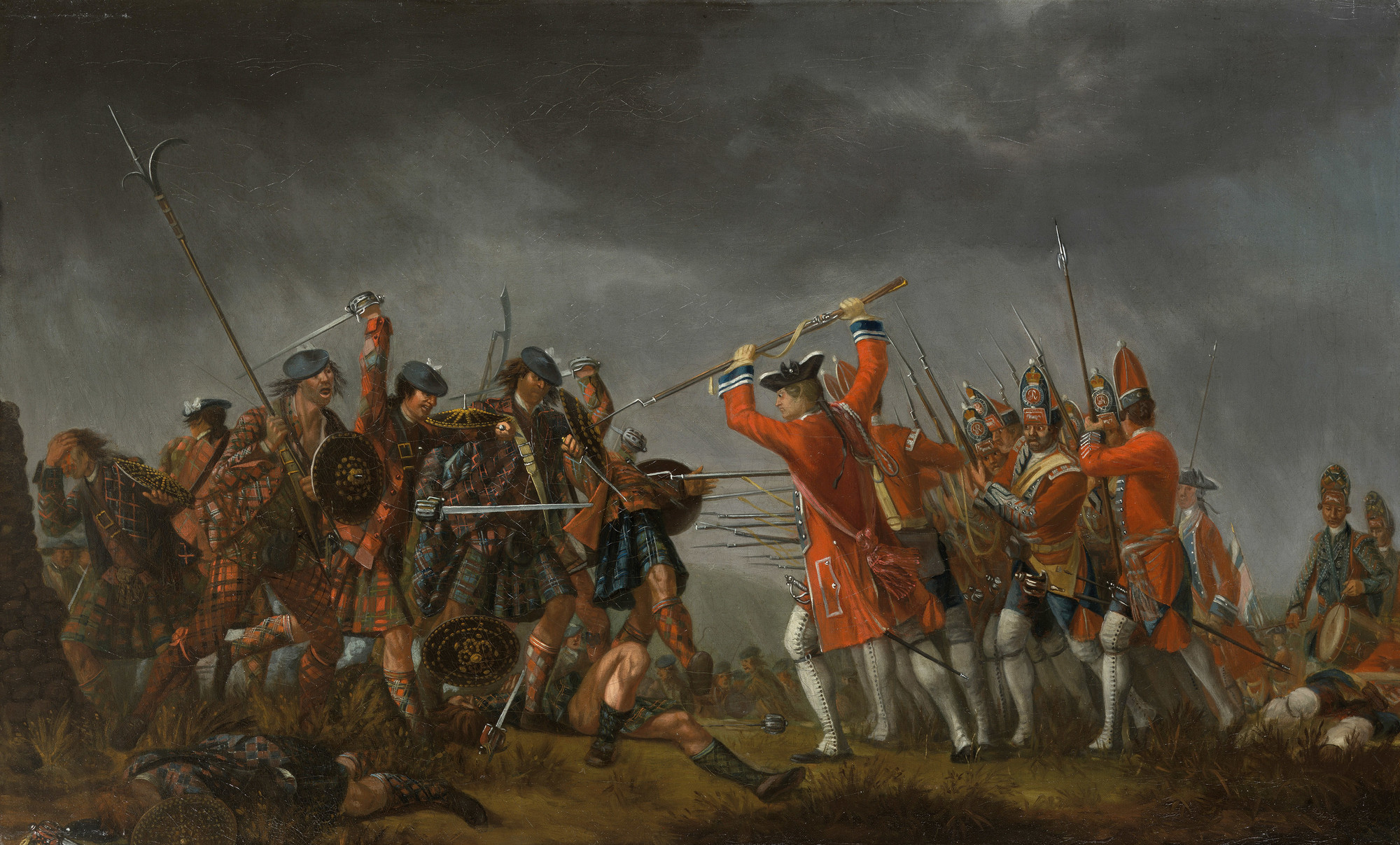
Un quadre de David Morier (1705?–1770) descrivint un dels moments finals de la darrera rebel·lió jacobita. A la Batalla de Culloden, la última batalla lluitada en terra britànica

Una arma comuna entre els clans escosesos durant les rebel·lions jacobites de finals del segle xvii i principis del xviii era la espasa de cistell escocesa, coneguda com a claidheamh beag o "claybeg", que significa "espasa petita" en gaèlic escocès. En el combat proper, el claybeg era l'arma ideal per combatre soldats britànics armats amb llargs i incòmodes mosquetons amb baionetes de tap. Quan s'emparellava amb un "targe", un broquell lleuger, un montanyenc disposava d'una defensa ferma, que li permetia bloquejar una baioneta i després respondre amb una estocada al tors del seu oponent amb l'espasa.
Després de la desastrosa derrota jacobita a la batalla de Culloden i el fracàs general de les rebel·lions, es va prohibir portar claybegs i targes, i molts escocesos amagaren aquestes armes per seguretat. No és una història poc freqüent que els excursionistes trobin fulles com aquestes passejant.

### Cassoleta sinclair
La sinclair va ser un dels primers dissenys de cistells i provenia del sud d'Alemanya. De mitja, la fulla de les sinclair o "compostes" mesurava unes 38 polzades (96 cm).
Tenia llargues barres a la creu i un mànec de pell similar al emprat en els falchion, uns coltells del mateix origen. Disposava a més de una gran placa triangular similar a les que es feien servir en les dagues a la mà esquerra, que es decorava amb cors i diamants.
Una arma similar era el pallasch que disposava de la mateixa cassoleta i de una fulla recta amb un sol fil. Va ser utilitzat fins a mitjans del segle xviii per l'exèrcit austríac.
Les espases amb cassoleta Sinclair foren una gran influència en el desenvolupament de les espases escoceses, utilitzades pels muntanyesos dels segles XVII i XVIII. Després de les Guerres jacobites esdevingué un símbol d'Escòcia.

### Espasa valona
L'anomenada espasa valona o de Valònia (épée wallone) va ser comú a Alemanya, Suïssa, els Països Baixos i Escandinàvia durant la Guerra dels Trenta Anys i l'època barroca. L'historiador Ewart Oakeshott va proposar un origen anglès per aquest tipus d'espasa amb un desenvolupament posterior especialment a Valònia i Alemanya.
Aquestes espases es van fer servir tant en el context militar com civil. El mànec i la guarnició eren ambidextres, amb una cassoleta plana i guardamans inspirats en els sabres de caça del s.XVIII.

Després de la seva campanya a Holanda l'any 1672 (quan moltes d'aquestes espases van ser preses als holandesos), els francesos van començar a produir-les, esdevenint la seva primera espasa reglamentària. Aquest disseny es va seguir fabricant a l'exèrcit suís en temps de Gustau II Adolf fins al 1850 i va fer utilitzada durant la Guerra de Successió Espanyola pels aliats de bàndol austriacista.

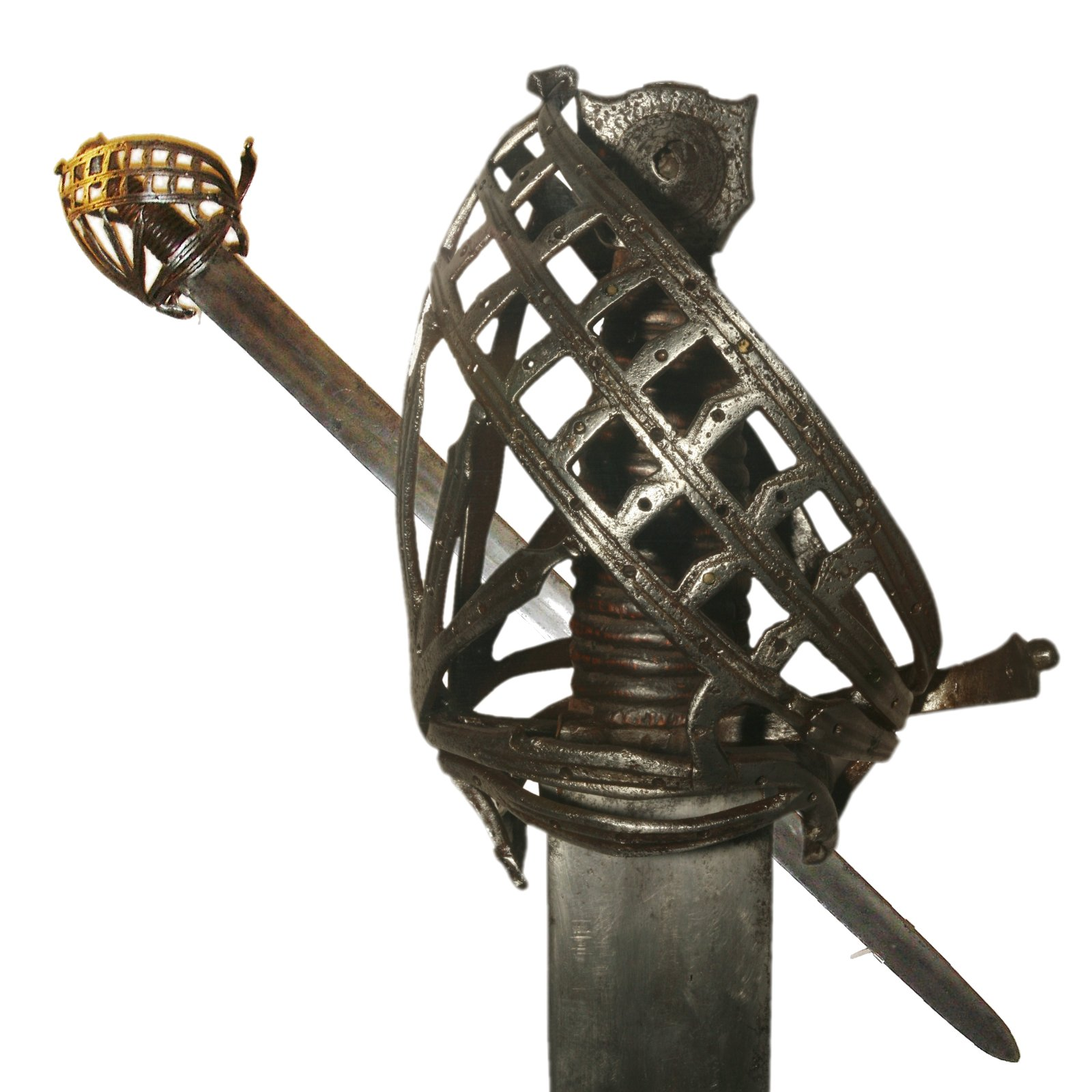
Schiavona veneciana, tipus 2, de finals del segle xvii.
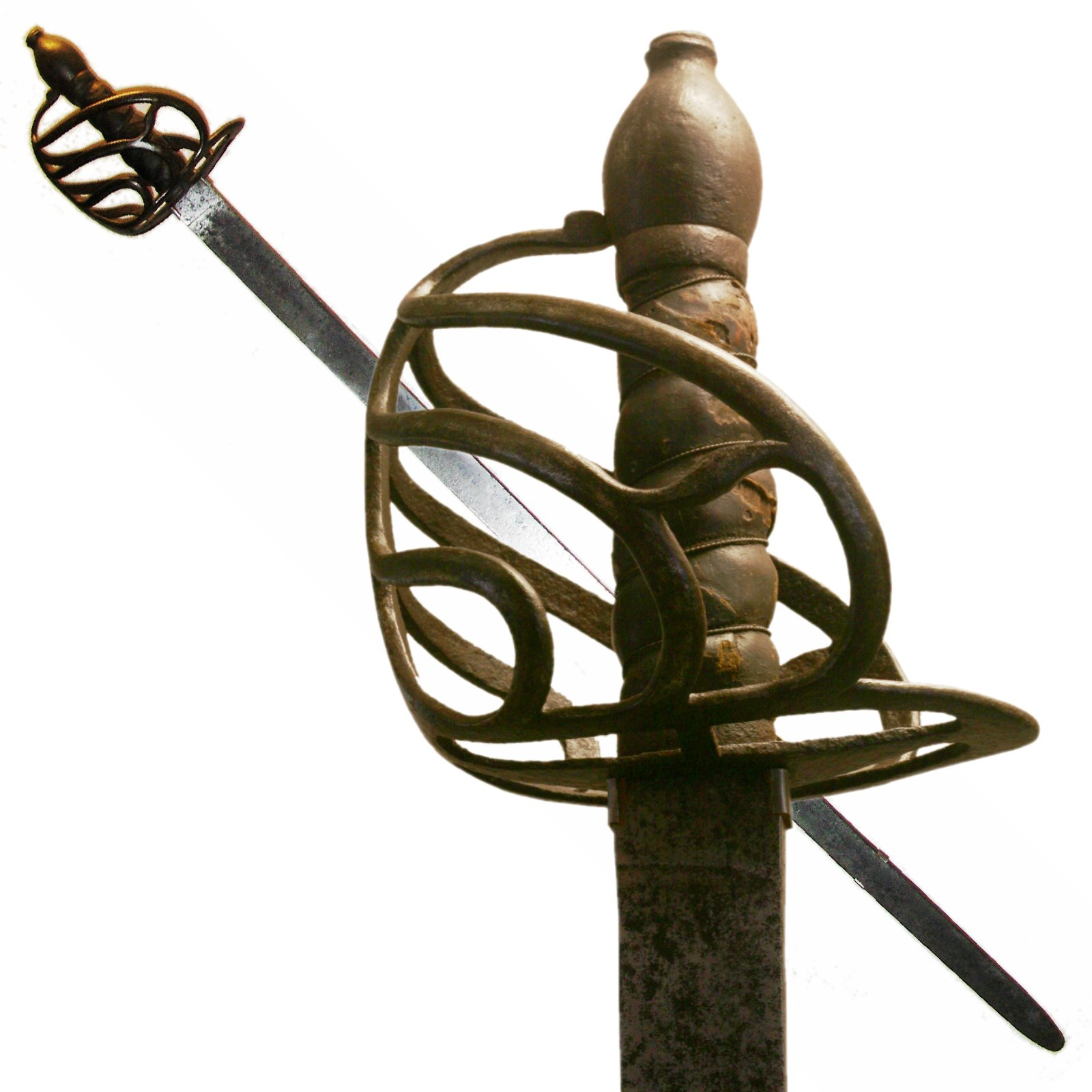
Espasa britànica. Model 1788 per a cavalleria pesant.
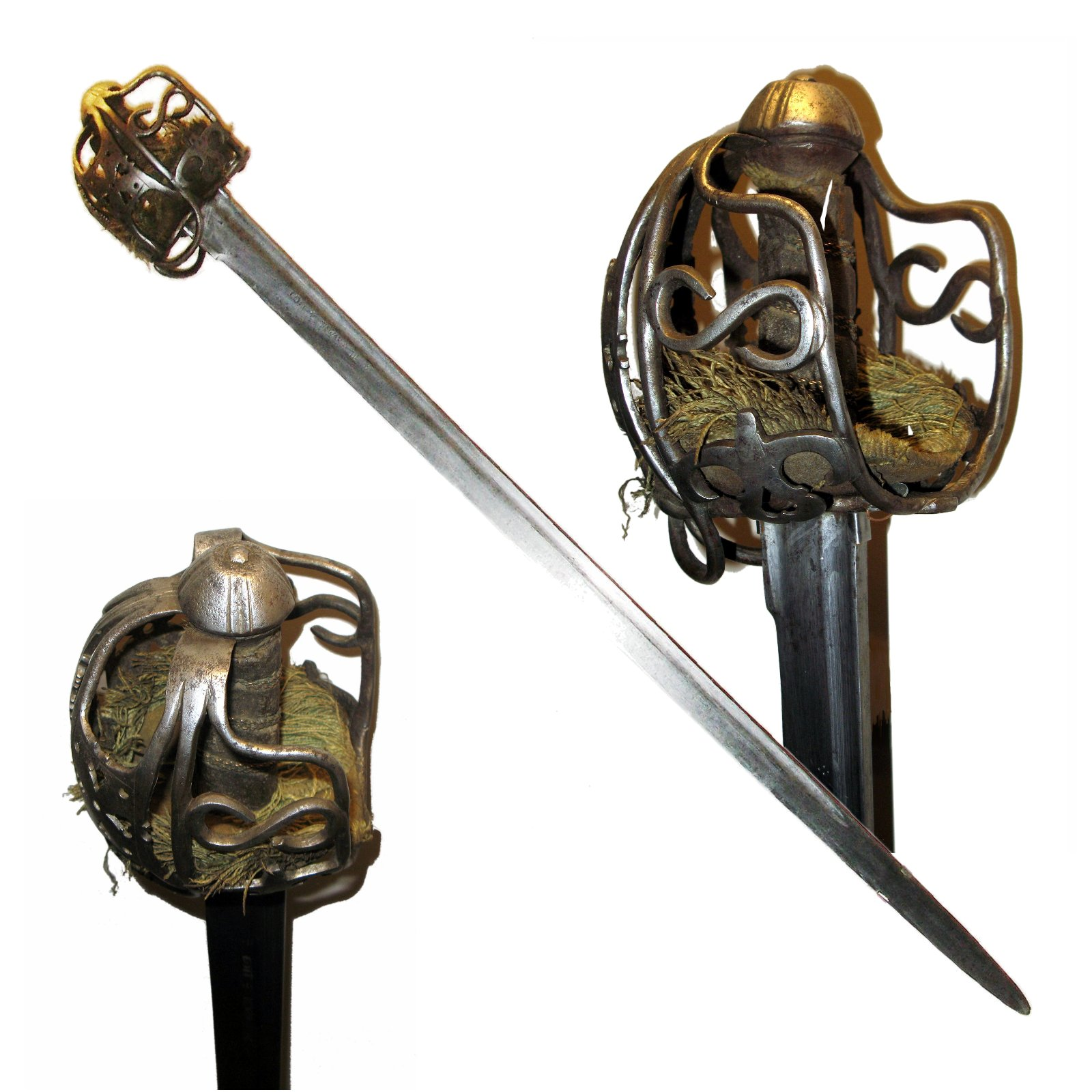
Espasa escocesa o claidheamh cuil.
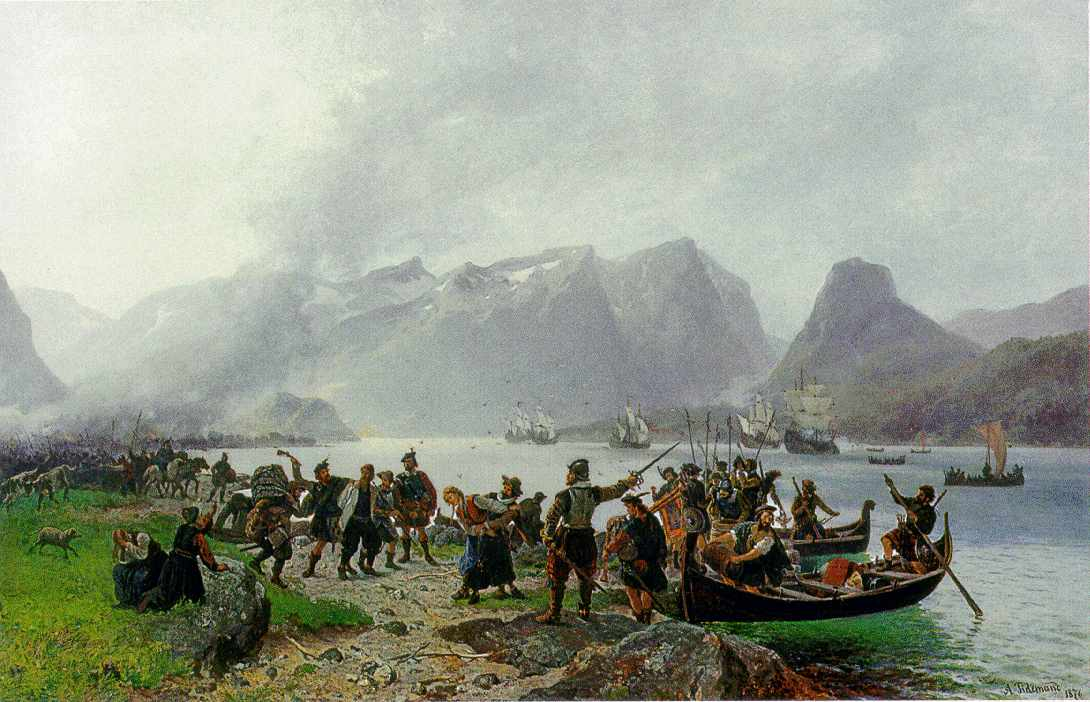
George Sinclair desembarca a Noruega, 1612. El soldat del centre porta una espasa amb un cistell Sinclair.
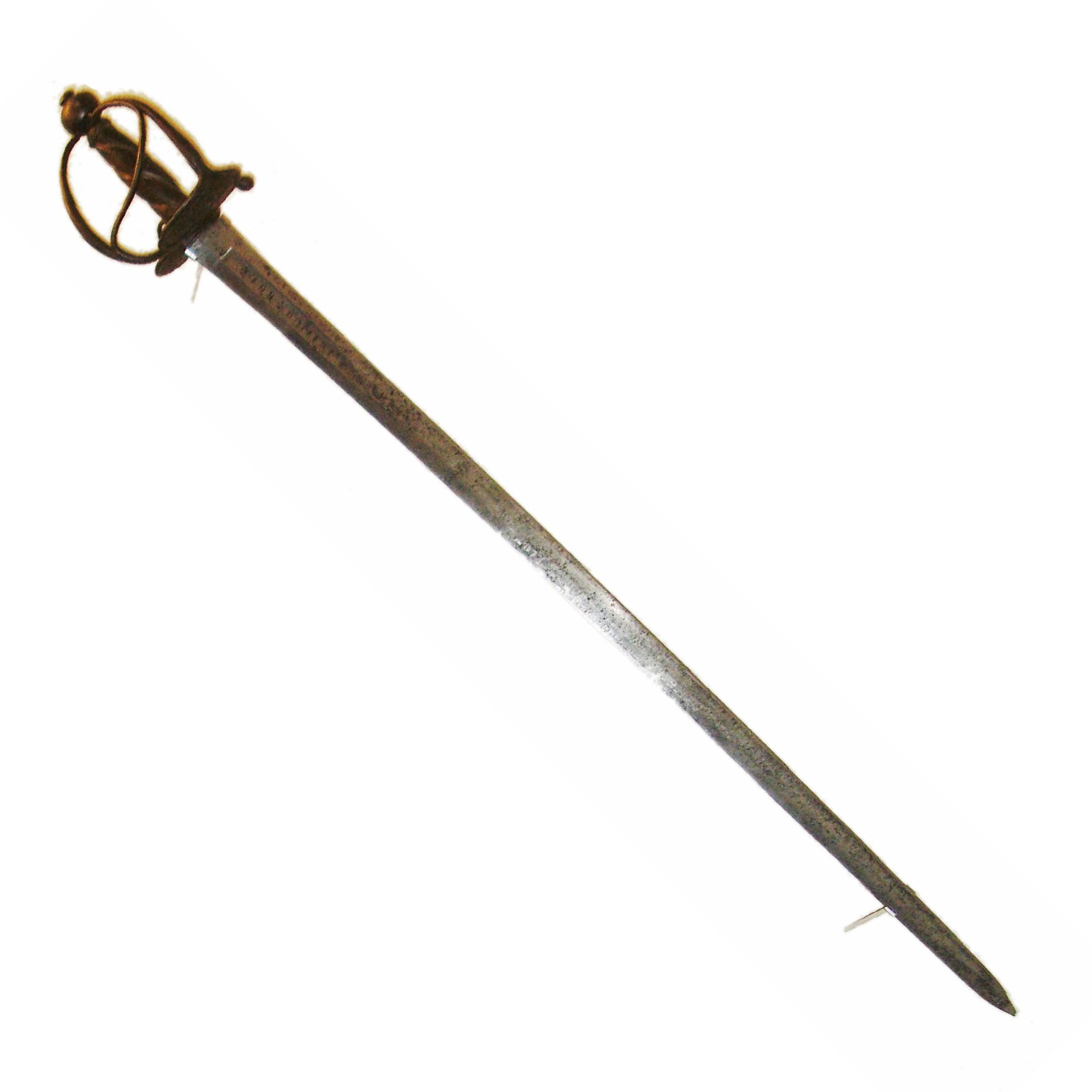
Espasa valona feta a Suïssa.